# Koivusaari (ö i Finland, Södra Savolax, Nyslott, lat 62,10, long 28,98)
Koivusaari är en ö i Finland. Den ligger i sjön Hanhijärvi och i kommunen Enonkoski i den ekonomiska regionen  Nyslotts ekonomiska region  och landskapet Södra Savolax, i den sydöstra delen av landet, 300 km nordost om huvudstaden Helsingfors. Öns area är 1,2 hektar och dess största längd är 220 meter i öst-västlig riktning.